# Стів Коллінз
Стівен Коллінз (англ. Stephen Collins; 21 липня 1964, Дублін) — ірландський професійний боксер, чемпіон світу за версією WBO (1994-1995) у середній вазі та (1995—1997) у другій середній вазі.

## Професіональна кар'єра
Стів Коллінз дебютував на профірингу 1986 року і перші 19 боїв провів у США. 3 лютого 1990 року в бою за титул чемпіона світу за версією WBA у середній вазі програв одностайним рішенням суддів Майку Маккаллуму.
22 квітня 1992 року вийшов на бій за вакантний титул чемпіона світу за версією WBA у середній вазі проти Реджі Джонсона і програв рішенням більшості. В наступному бою 22 жовтня 1992 року намагався відібрати титул чемпіона Європи за версією EBU у італійця Сумбу Каламбая і програв розділеним рішенням суддів. Після цієї поразки провів п'ятнадцять переможних боїв.
11 травня 1994 року вийшов на бій проти чемпіона світу за версією WBO Кріса Паєтт (Велика Британія) і нокаутував суперника, який проводив перший захист, у п'ятому раунді. 
18 березня 1995 року непереможний багаторічний чемпіон світу WBO у другій середній вазі Кріс Юбенк проводив черговий захист свого титулу. Стів Коллінз замінив його запланованого суперника, якого не допустили до бою лікарі, додавши для цього у вазі. Бій між Коллінзом і Юбенком проходив дуже напружено. Ірландець був попереду на суддівських картках, коли у восьмому раунді надіслав чемпіона в нокдаун. Але Юбенк впевнено завершив бій, намагаючись зберегти свій непереможний рекорд, надіславши претендента в нокдаун у десятому раунді. Все ж перемогу одностайним рішенням суддів і з нею звання чемпіона світу у новій категорії здобув Стів Коллінз, після чого відмовився від титулу чемпіона у середній вазі.
9 вересня 1995 року в реванші з Крісом Юбенком Коллінз знов здобув перемогу розділеним рішенням суддів. Після цього ірландець ще шість разів успішно захистив звання чемпіона, у тому числі двічі проти Найджела Бенна (Велика Британія).
На жовтень 1997 року у Коллінза був запланований бій з Джо Кальзаге, але за 10 днів до бою він отримав травму, був позбавлений титулу чемпіона, а потім вирішив завершити кар'єру.